# Kixtart
Kixtart (ou kix) é uma linguagem de programação interpretada muito popular para a criação de logon script. Suporta COM (podendo acessar ADSI, ADO, WMI, etc). Atualmente encontra-se na versão 4.51. Em conjunto com os Kixforms, a interface GUI para KIX é aumentada, ampliando as possibilidades de utilização da linguagem. Existem mais de 500 funções já desenvolvidas que facilitam a programação.
O KiXtart é desenvolvido por Ruud van Velsen da Microsoft Holanda.
A licença do software é Careware, o autor pede que a organização que utilize o software doe pelo menos 50 dólares americanos para alguma instituição de caridade.

## Exemplo de Script em Kix
```
;Obtém o 
servidor de arquivos
 do usuário a partir do comentário da conta criada no 
Windows 2000

$server = rtrim(substr( @comment , 8 , 9))
;Obtém os 3 primeiros campos do IP da estação do usuário
$endip = rtrim(substr( @ipaddress0 , 1 , 11))
;Mapeia a unidade G:
USE G: "\\$server\user"
;Se o usuário estiver no grupo Teste do domínio TST, mapeia a unidade P:
IF INGROUP(TST\Teste)
	USE P: "\\NOVOSERVIDOR\P"
ENDIF
;Se o sistema operacional do usuário for Windows 2000 Server, termina o script
IF @PRODUCTTYPE = "Windows 2000 Server"
	QUIT
ENDIF
;Sicroniza o horário da 
estação de trabalho
 com o servidor
SETTIME "\\$server"
;Se o IP da estação do usuário começar com 192.168.0 copia \\amazonas\tst\teste.exe e o executa
IF $endip = "192.168.  0"
	COPY "\\amazonas\tst\teste.exe" "c:\teste.exe"
	RUN "c:\teste.exe"
ENDIF
```